# 正治 (大理)
正治（1027年—1041年）是大理国皇帝段素真的年号，共计15年。正治十五年三月段素興即位沿用。
年號名稱，雲南文獻大多作「正治」，僅倪輅《南詔野史》作「政治」。
起訖年，方詩銘、李家瑞、李崇智、段玉明、王雲、黃德榮皆作1027年－1041年。

## 年號及改元出處
- 倪輅《南詔野史》：「宋天聖四年（1026）立，改元政治。慶曆八年（1048）薨，在位十五年。」
- 胡蔚《增訂南詔野史》：「宋仁宗丙寅天聖四年（1026）即位。明年（1027），改元正治。仁宗辛巳慶曆元年（1041），素貞禪位為僧，在位十五年。」
- 王崧《雲南備徵志》：「宋仁宗天聖四年（1026）即位，改元正治。寶元二年（1039）六月薨，在位十五年。」
- 諸葛元聲《滇史》：「段氏九世素真，以宋仁宗天聖四年丙寅歲（1022）立，改元正治。在位十五年卒。」
- 李京《雲南志略》：「素廉之子素真立，改元正治，在位十六年。」
- 楊慎《滇載記》：「素貞以宋仁宗天聖四年（1026）立，改元正治。」
- 馮蘇《滇考》：「天聖四年，素真立，改元正治，在位十五年卒。」
- 《白古通記淺述》：「隆子素真立。」
- 《三迤隨筆》：「龍翔於辛已年三月為帝削髮，素貞傳位素興。」

## 纪年對照表
| 正治 | 元年   | 二年   | 三年   | 四年   | 五年   | 六年   | 七年   | 八年   | 九年   | 十年   |
| ---- | ------ | ------ | ------ | ------ | ------ | ------ | ------ | ------ | ------ | ------ |
| 公元 | 1027年 | 1028年 | 1029年 | 1030年 | 1031年 | 1032年 | 1033年 | 1034年 | 1035年 | 1036年 |
| 干支 | 丁卯   | 戊辰   | 己巳   | 庚午   | 辛未   | 壬申   | 癸酉   | 甲戌   | 乙亥   | 丙子   |
| 正治 | 十一年 | 十二年 | 十三年 | 十四年 | 十五年 |        |        |        |        |        |
| 公元 | 1037年 | 1038年 | 1039年 | 1040年 | 1041年 |        |        |        |        |        |
| 干支 | 丁丑   | 戊寅   | 己卯   | 庚辰   | 辛巳   |        |        |        |        |        |

## 同期存在的其他政权年号
- 其他时期使用的正治之年号
- 中國
  - 天聖（1023年－1032年）：宋－宋仁宗趙禎之年號
  - 明道（1032年－1033年）：宋－宋仁宗趙禎之年號
  - 景祐（1034年－1038年）：宋－宋仁宗趙禎之年號
  - 寳元（1038年－1040年）：宋－宋仁宗趙禎之年號
  - 康定（1040年－1041年）：宋－宋仁宗趙禎之年號
  - 慶曆（1041年－1048年）：宋－宋仁宗趙禎之年號
  - 太平（1021年－1031年）：契丹－遼聖宗耶律隆绪之年號
  - 景福（1031年－1032年）：契丹－遼興宗耶律宗真之年號
  - 重熙（1032年－1055年）：契丹－遼興宗耶律宗真之年號
  - 天慶（1029年－1030年）：興遼－大延琳之年號
  - 顯道（1032年－1034年）：西夏－景宗李元昊之年號
  - 開運（1034年）：西夏－夏景宗李元昊之年號
  - 廣運（1034年－1036年）：西夏－夏景宗李元昊之年號
  - 大慶（1036年－1038年）：西夏－夏景宗李元昊之年號
  - 天授禮法延祚（1038年－1048年）：西夏－夏景宗李元昊之年號
- 越南
  - 順天（1010年－1028年）：李朝－李公蘊之年號
  - 天成（1028年－1034年）：李朝－李佛瑪之年號
  - 通瑞（1034年－1039年）：李朝－李佛瑪之年號
  - 乾符有道（1039年－1042年）：李朝－李佛瑪之年號
- 日本
  - 萬壽（1024年－1028年）：後一條天皇年號
  - 長元（1028年－1037年）：後一條天皇與後朱雀天皇之年號
  - 長曆（1037年－1040年）：後朱雀天皇之年號
  - 長久（1040年－1044年）：後朱雀天皇之年號